# Vicariat apostolique de Puerto Maldonado
Le vicariat apostolique de Puerto Maldonado (en latin : Vicariatus Apostolicus Portus Maldonadi ; en espagnol : Vicariato apostólico de Puerto Maldonado) est un vicariat apostolique de l'Église catholique du Pérou directement soumis au Saint-Siège.

## Territoire

Vicariat apostolique de Puerto Maldonado

Il comprend le département de Madre de Dios ; une partie du département de  Cuzco avec la province de La Convención et un district de la province de Quispicanchi, les autres provinces du département de Cuzco étant gérées par le diocèse de Sicuani et l'archidiocèse de Cuzco ; une partie du département d'Ucayali avec la province de Purús et un district de la province d'Atalaya, le reste de ce département étant sous juridiction des vicariats apostoliques de Pucallpa et San Ramón.
Il possède un territoire qui s'étend sur 150 000 km divisé en 23 paroisses. Le siège épiscopal est dans la ville de Puerto Maldonado où se trouve la cathédrale de Notre-Dame du Rosaire.

## Histoire
La préfecture apostolique de Santo Domingo de Urubamba est érigé le 5 février 1900 par le décret Cum interior de la congrégation pour l'évangélisation des peuples en prenant sur le territoire du diocèse de Cuzco (aujourd'hui archidiocèse de Cuzco).
Le dominicain Ramón Zubieta est nommé comme 1er préfet car la mission est confiée à l'ordre des Prêcheurs par la congrégation pour la propagation de la foi. Avec l'aide de sœur Ascensión Nicol Goñi, il fonde les sœurs missionnaires dominicaines du Saint-Rosaire pour l'apostolat auprès des autochtones. Son procès de canonisation est ouvert le 19 novembre 2000.
Par la lettre apostolique Felix catholicae du 4 juillet 1913 émise par le pape Pie X, la préfecture est élevée au rang de vicariat sous le nom de vicariat apostolique d'Urubamba et Madre de Dios.
Il prend son nom actuel au moyen du décret Cum huius du 10 mars 1949 de la congrégation pour la propagation de la foi.
Le 15 décembre 2004, le dicastère pour le culte divin et la discipline des sacrements confirme que la Vierge Marie, mère de Dieu est la patronne principale du vicariat.

## Évêques
- Ramón Zubieta y Les, O.P (27 septembre 1901 - 19 novembre 1921)
- Sabas Sarasola Esparza, O.P (13 juin 1923 - 29 février 1944)
  - Sede vacante (1944-1946)
- Enrique Álvarez González, O.P (14 juillet 1946 - 2 juin 1948)
- José María García Graín, O.P (10 mars 1949 - 27 mai 1959)
- Javier Miguel Ariz Huarte, O.P (27 mai 1959 - 26 avril 1980) nommé évêque auxiliaire de Lima
- Juan José Larrañeta Olleta, O.P (26 avril 1980 - 2 février 2008)
- Francisco González Hernández, O.P (2 février 2008 - 23 juin 2015)
- David Martínez de Aguirre Guinea, O.P (23 juin 2015 - )